# Forte de Mehrangarh
O Forte de Mehrangarh (em hindi: मेहरानगढ़ का दुर्ग; em sindi: مهراڻ ڳڙهه) é um forte localizado em Jodhpur, no estado de Rajastão, Índia. Construído por Rao Jodha por volta de 1460, é um dos maiores fortes da Índia, situado a 125 metros acima da cidade e cercado por imponentes paredes grossas. Dentro de seus limites existem vários palácios conhecidos por suas intrincadas esculturas e pátios. Uma estrada sinuosa liga-o à cidade abaixo. Vestígios de projéteis de canhão dos exércitos de Jaipur ainda podem ser vistos no segundo portão. À esquerda do forte está o chhatri de Kirat Singh Soda, um soldado que caiu no local defendendo o forte de Mehrangarh.
Existem sete portões, que incluem Jayapol (que significa "vitória"), construído por Maharaja Man Singh para comemorar suas vitórias sobre os exércitos de Jaipur e Bikaner. O portão de Fattehpol (também significado de "vitória") foi construído por Maharaja Ajit Singh para marcar a derrota dos Mughals. As impressões de palma sobre estas ainda atraem muita atenção.
O seu museu é um dos museus mais bem equipados do estado de Rajastão. Em uma seção do museu do forte há uma seleção de liteiras reais antigas. O museu exibe a herança do Rathores, em trajes, pinturas e quartos decorados da época.

## Atrações turísticas

### Monumento Geológico Nacional

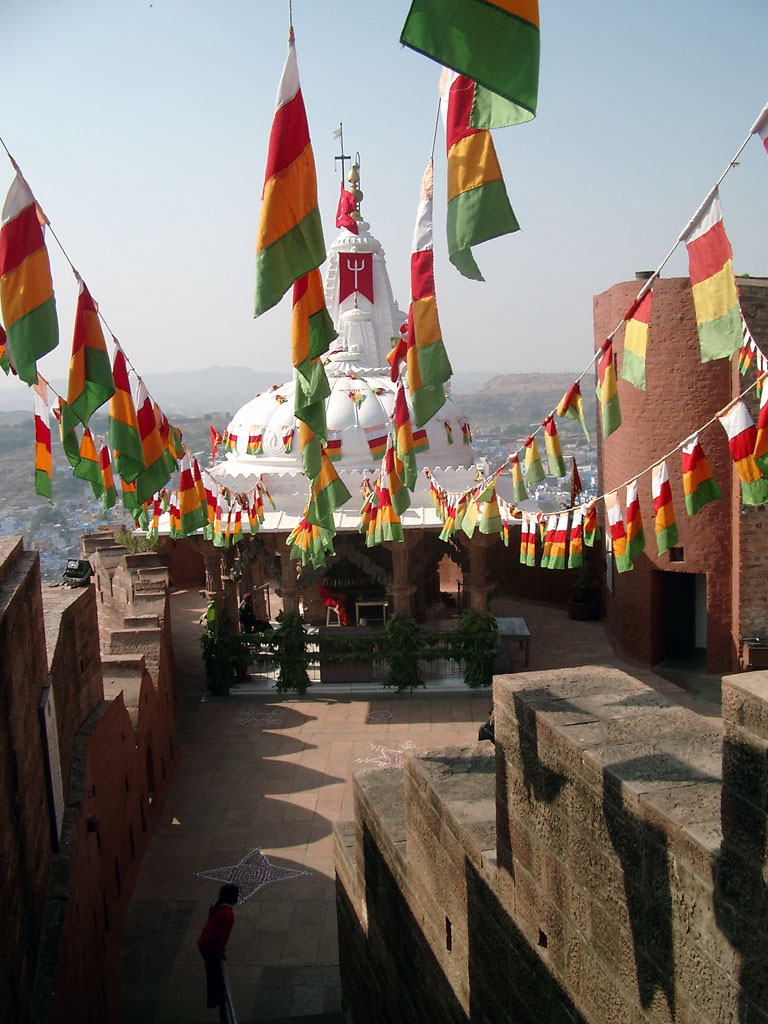
Chamunda Devi Temple

O Jodhpur Group – Malani Igneous Suite Contact em que o forte de Mehrangarh foi construído foi declarado um monumento geológico nacional pelos Serviços Geológicos da Índia para incentivar o ecoturismo no país. Esta característica geológica única faz parte da Malani Igenus Suite, visto na região do deserto de Thar, e que se espalha por uma área de 43.500 km2. Este recurso geológico único representa a última fase da atividade ígnea da era pré-cambriana no subcontinente indiano.

### Rao Jodha Desert Rock Park
Rao Jodha Desert Rock Park é um parque de setenta e dois hectares, junto ao forte de Mehrangarh. O parque contém um deserto ecologicamente restaurado e vegetação árida.

## Debandada 2008
Uma debandada ocorreu em 30 de setembro de 2008, no templo de Chamunda Devi dentro do forte de Mehrangarh, resultando em 249 mortos e mais de 400 feridos.

## Galeria

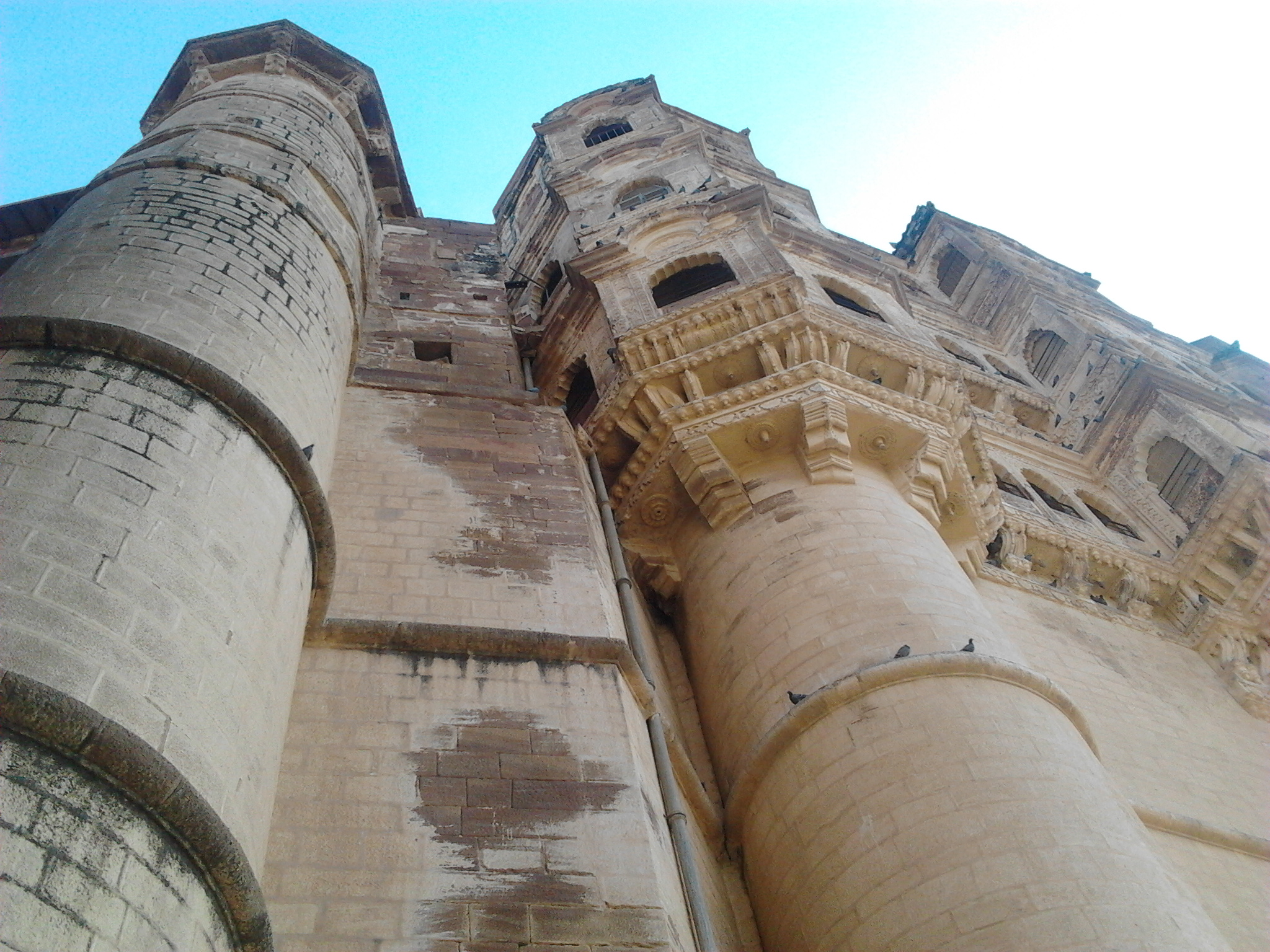
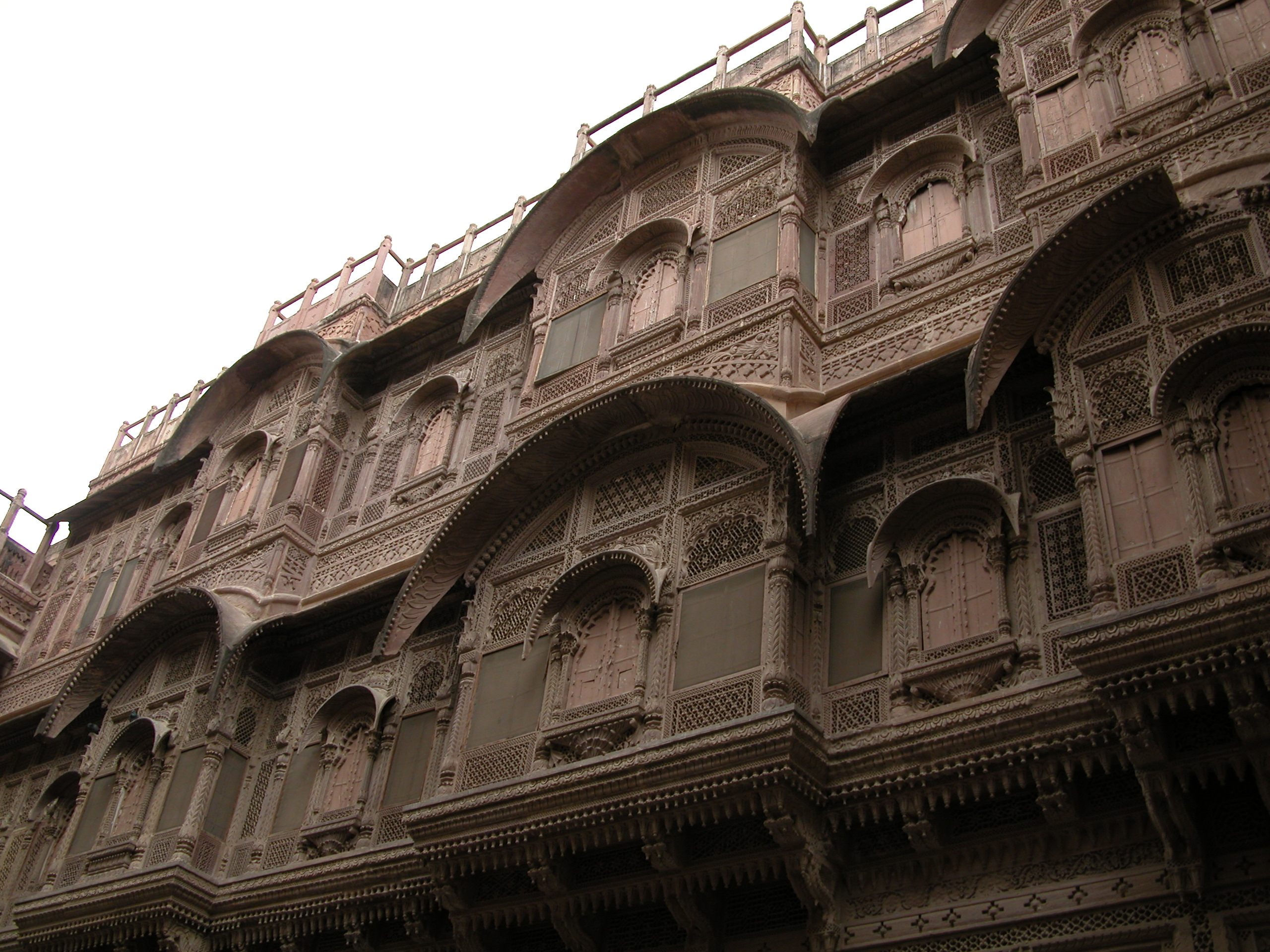
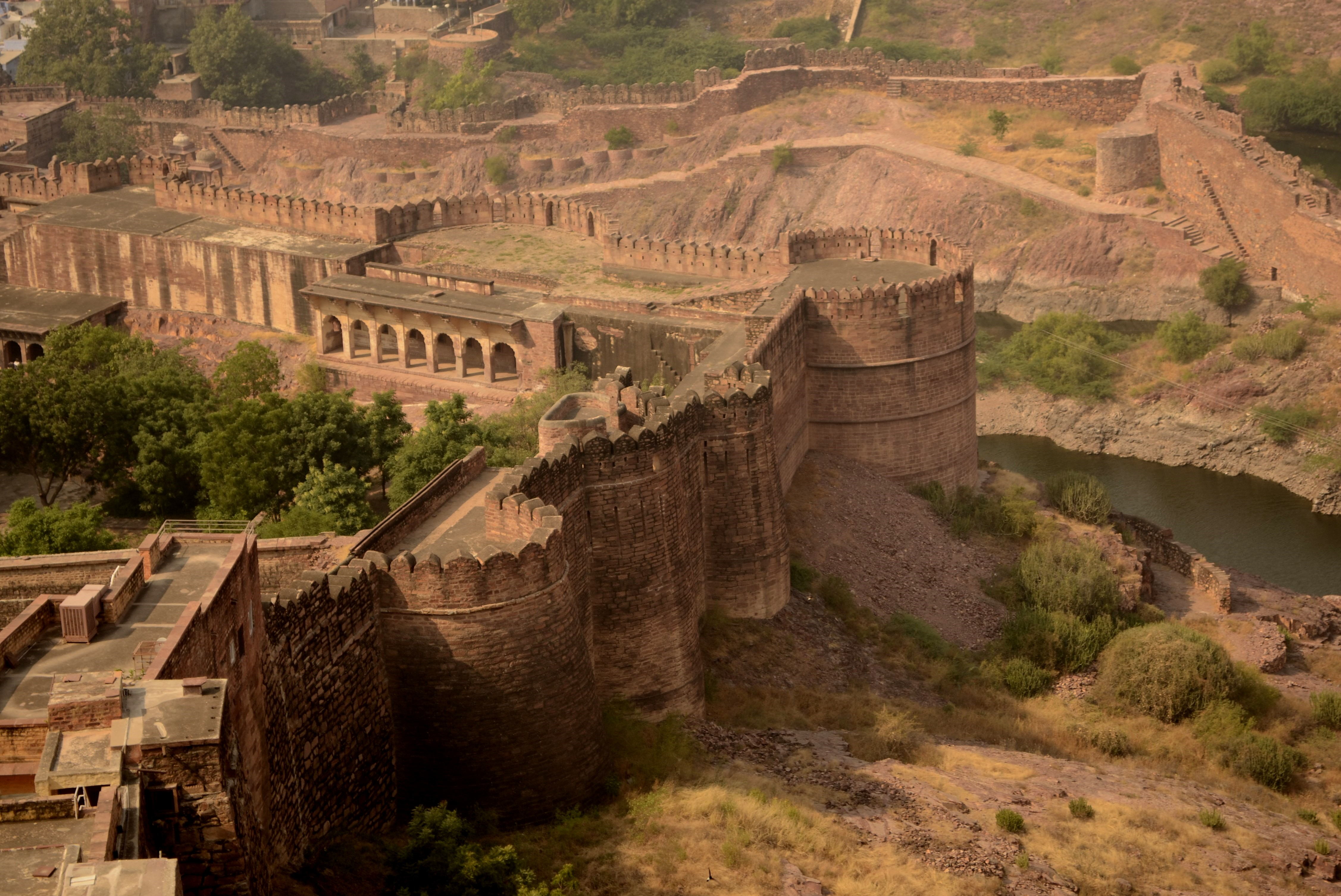
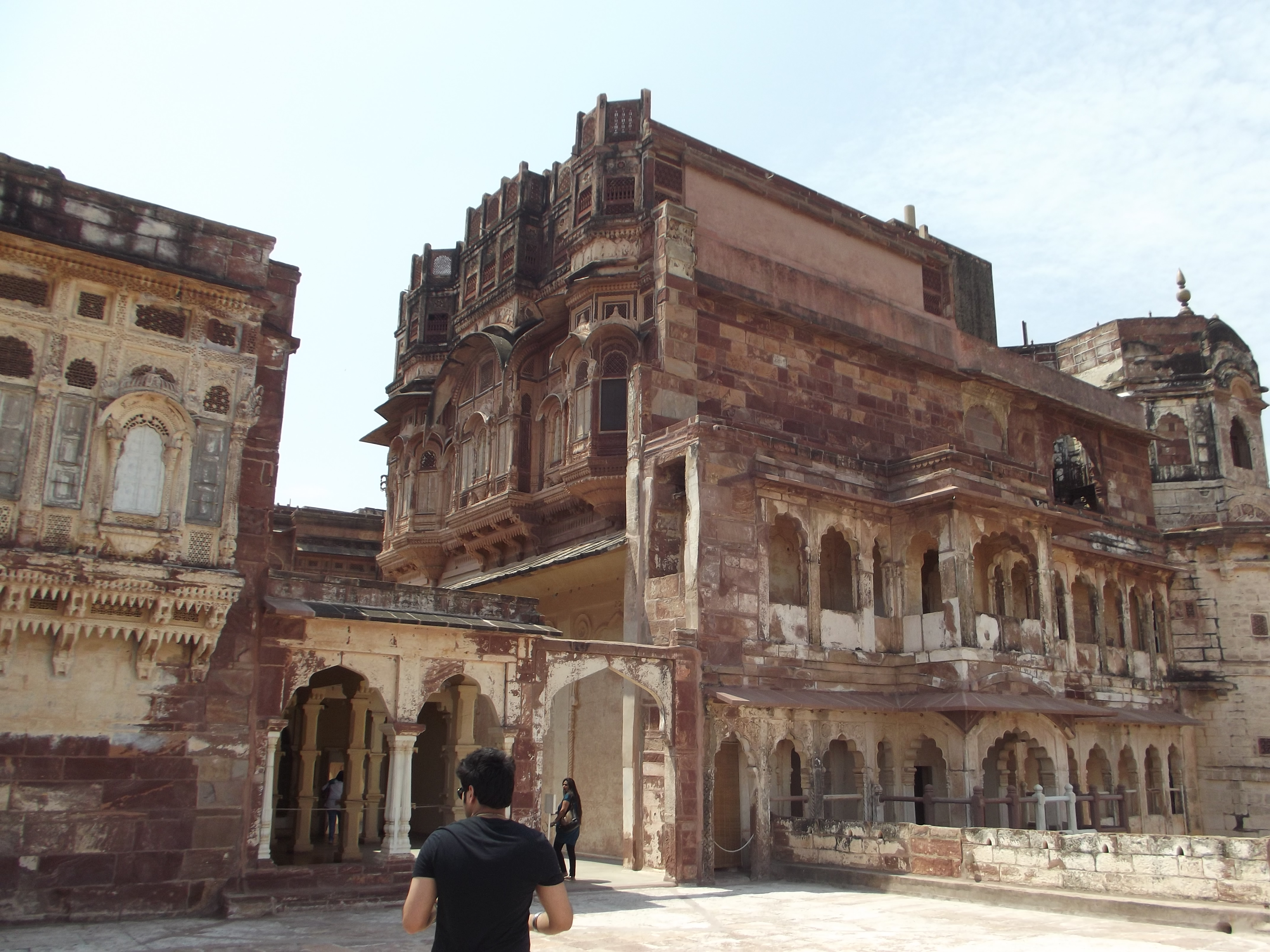
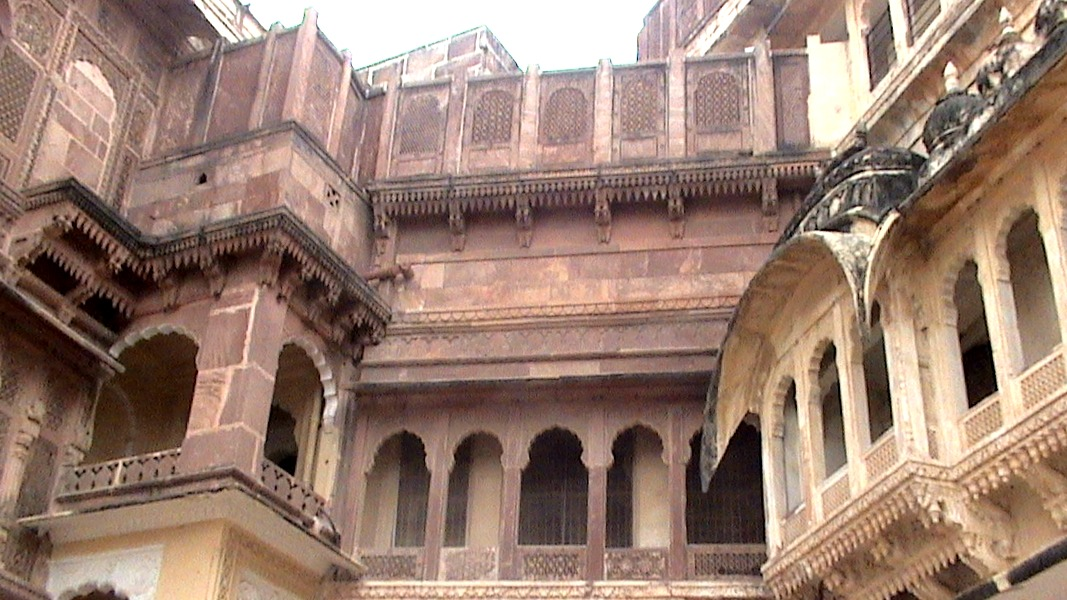
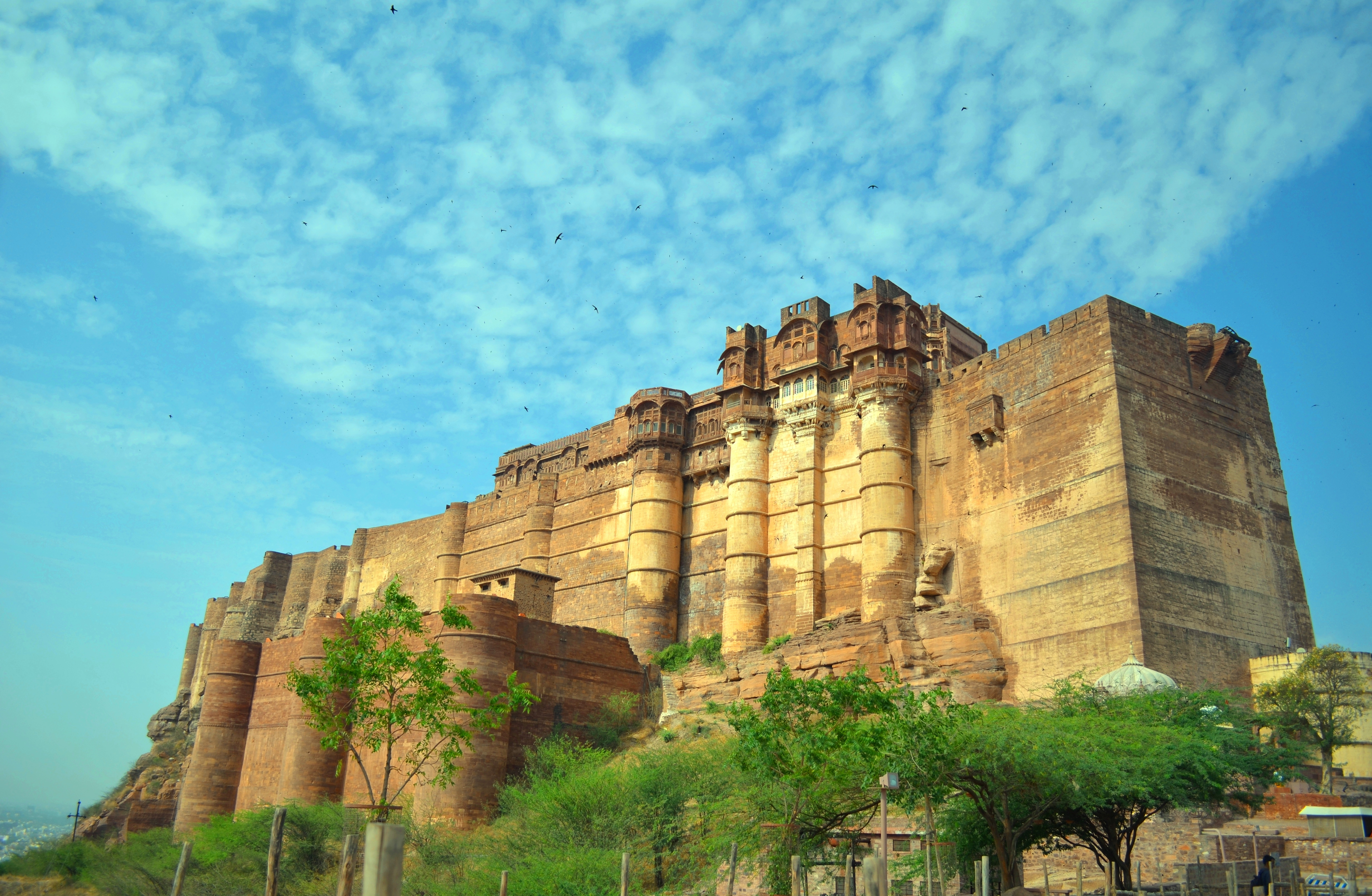
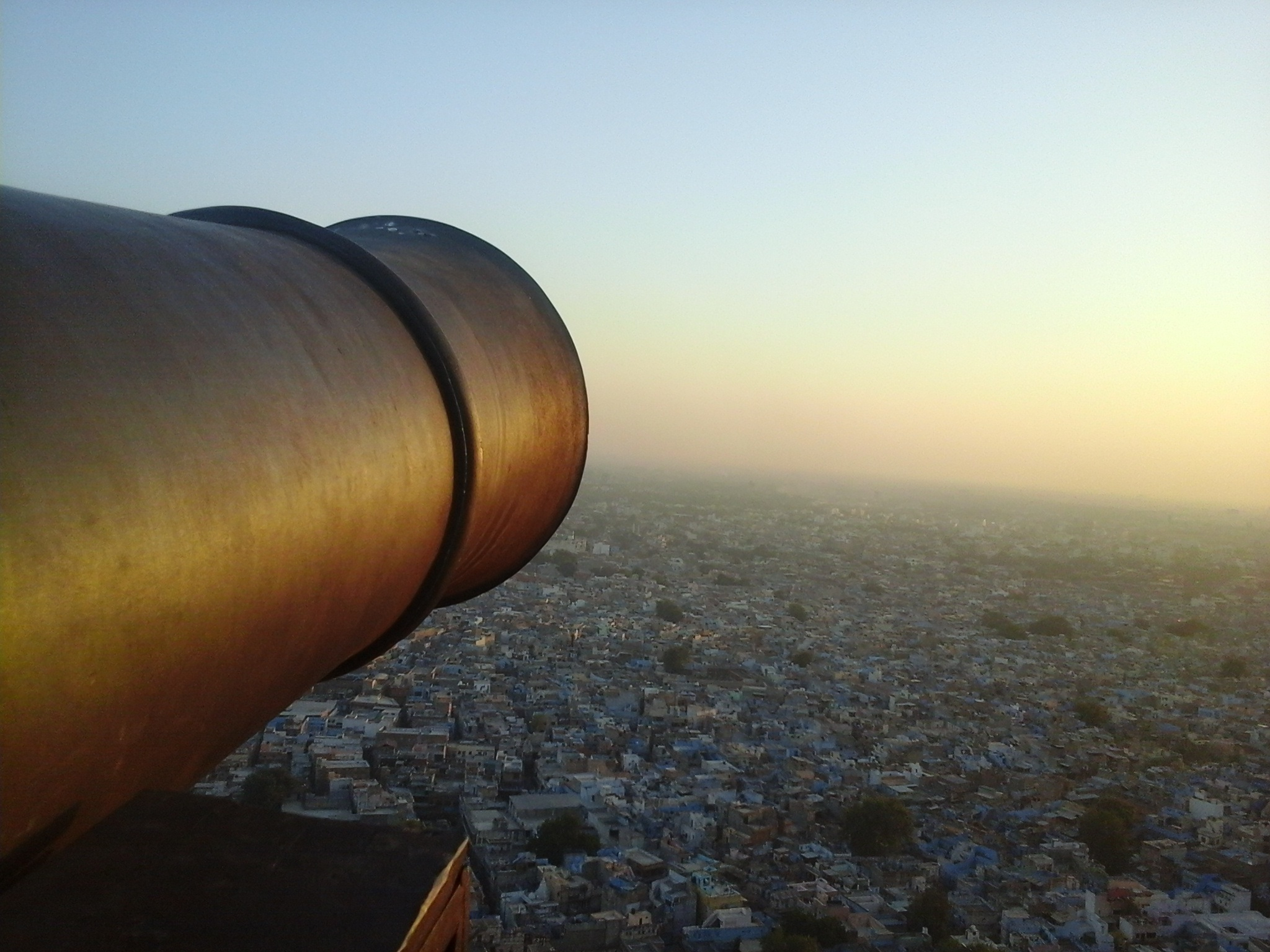
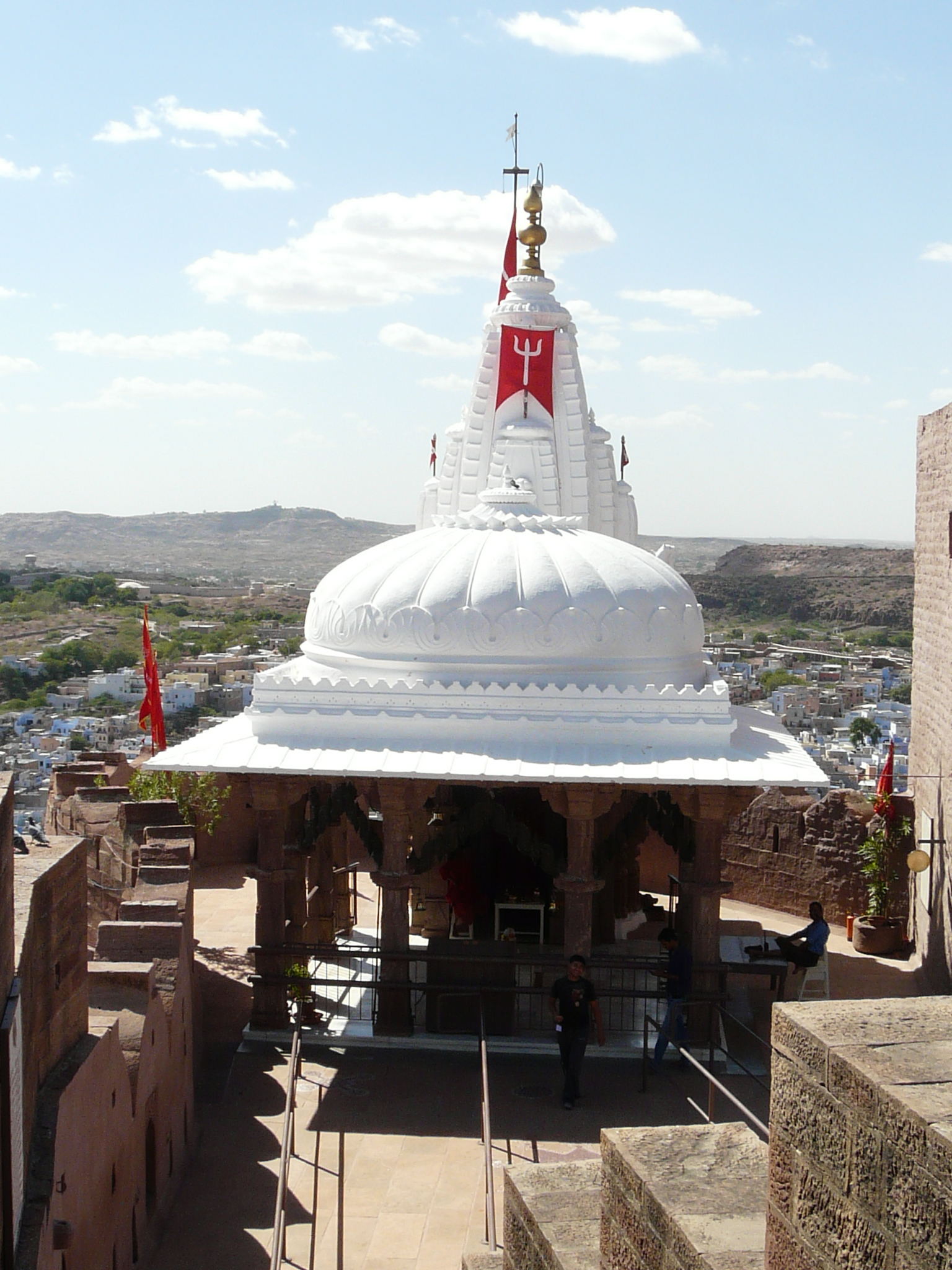
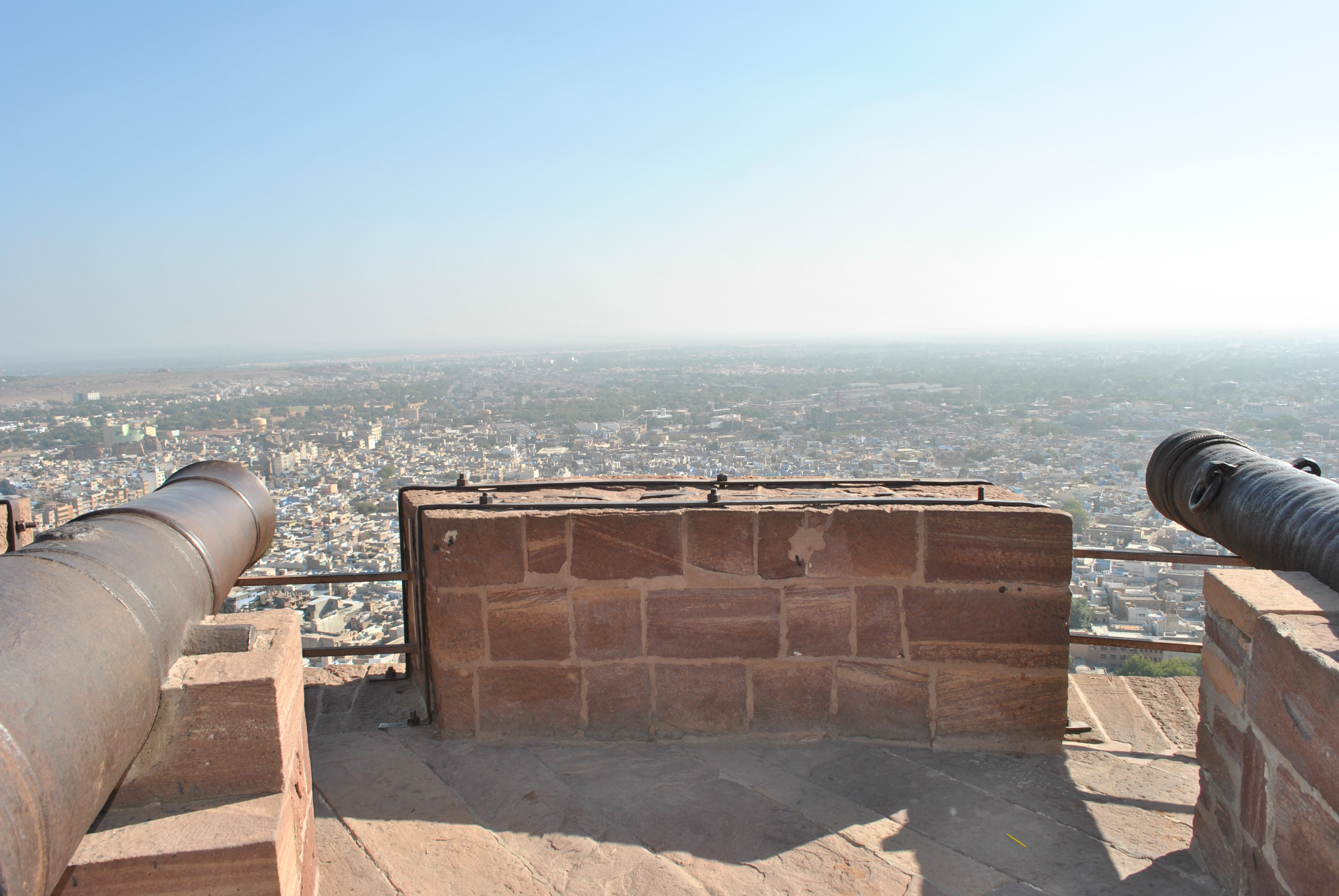
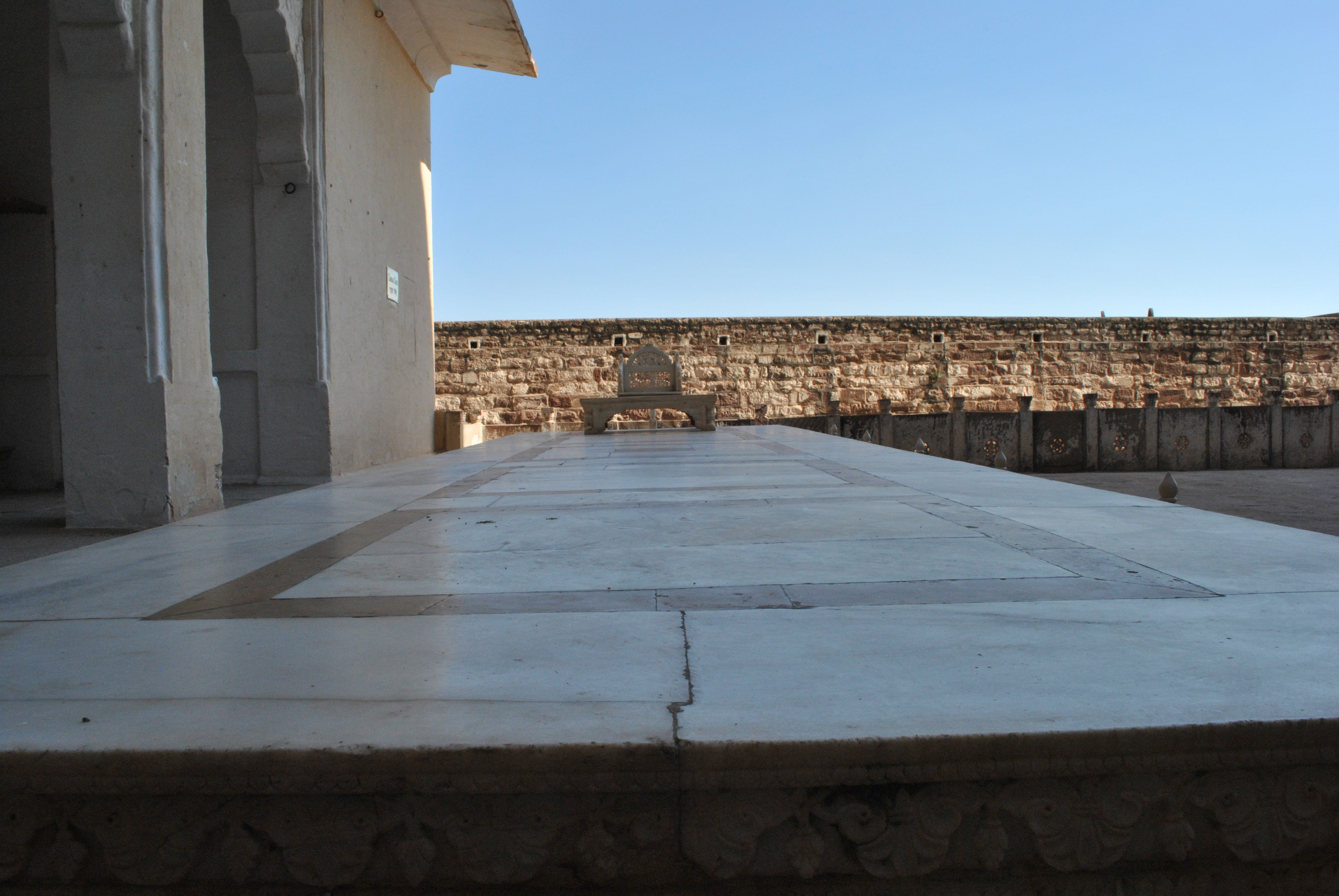
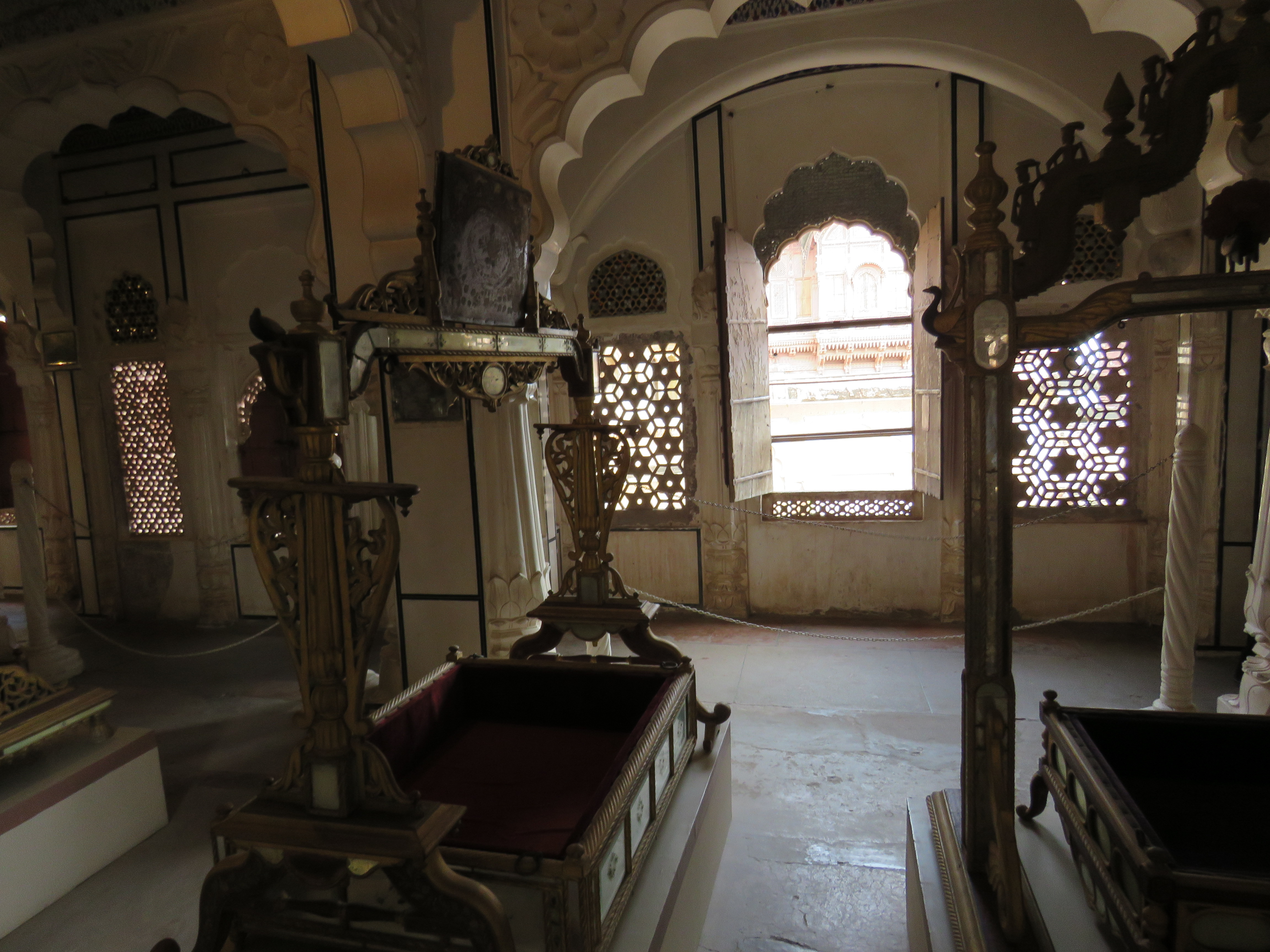
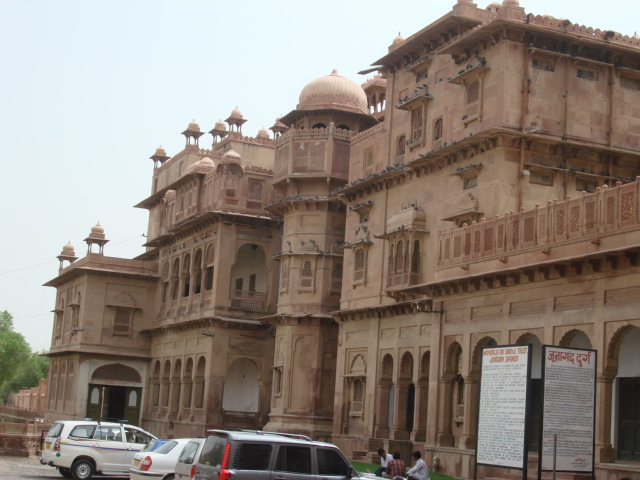
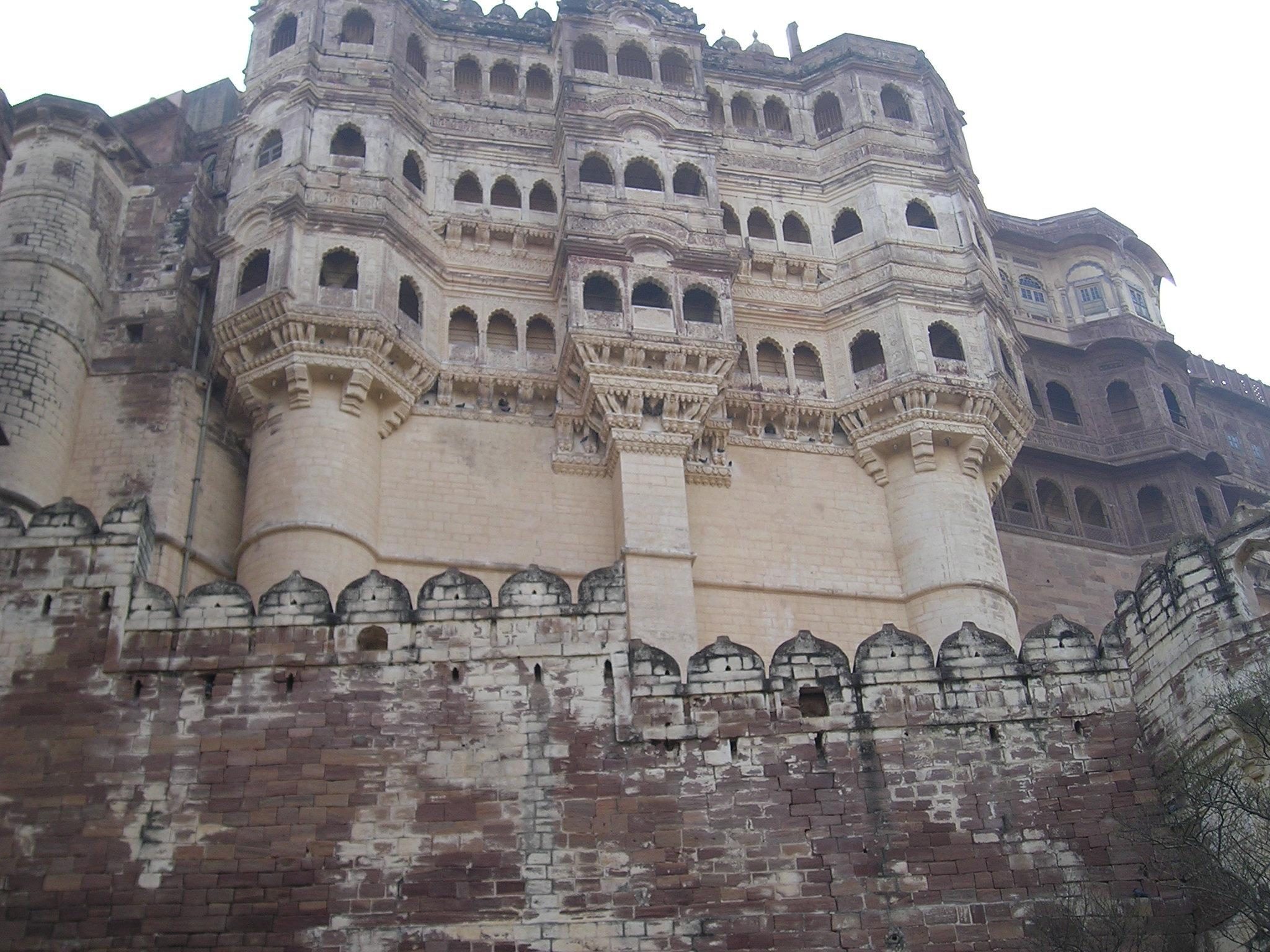
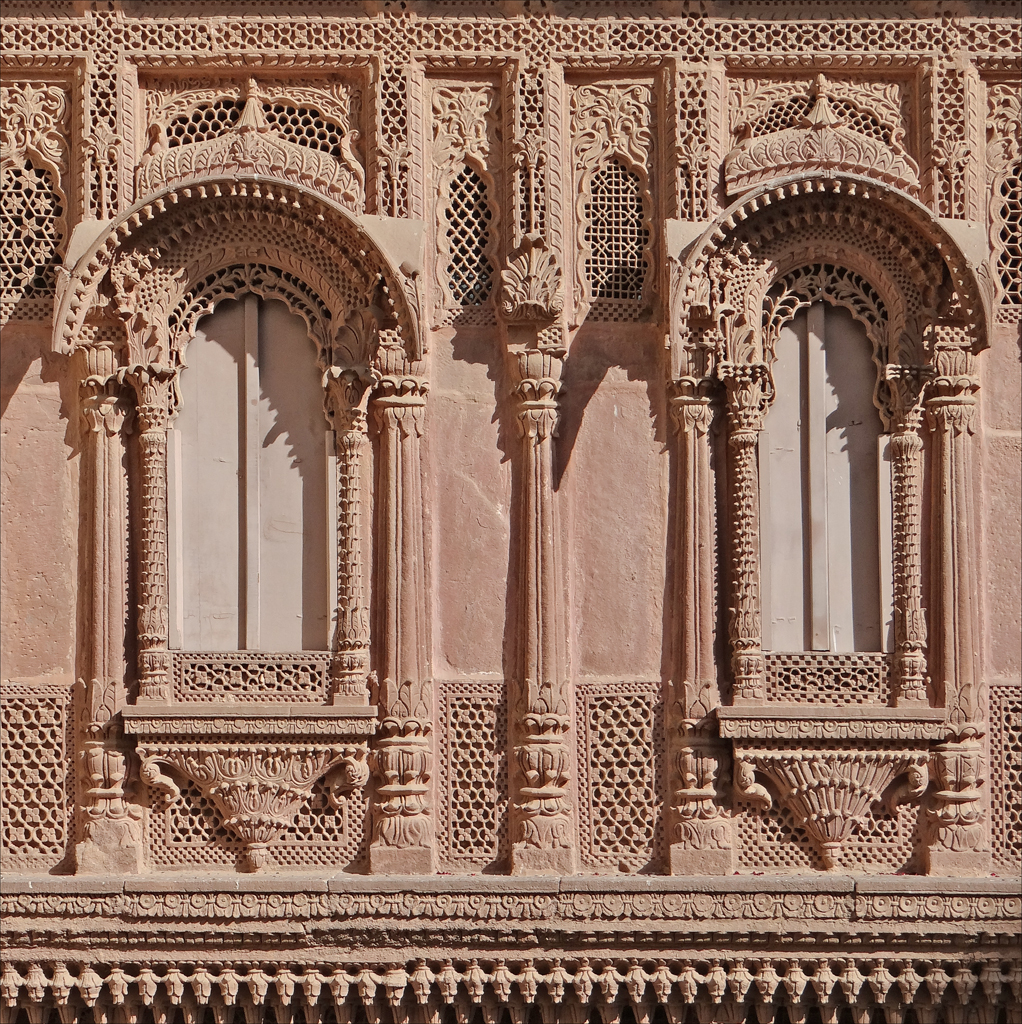
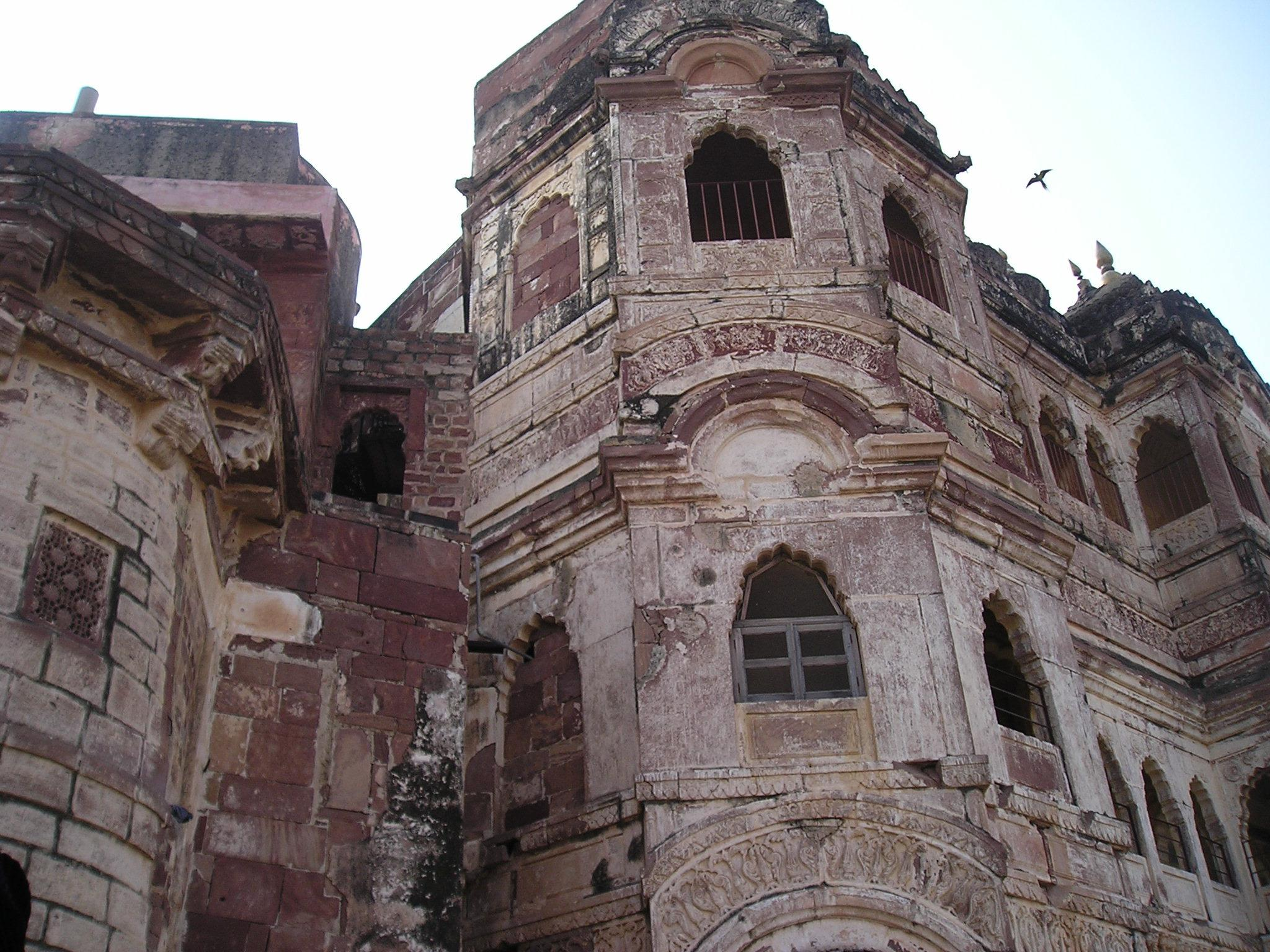
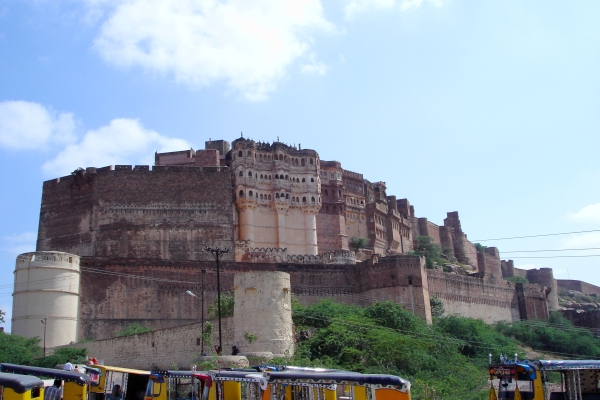
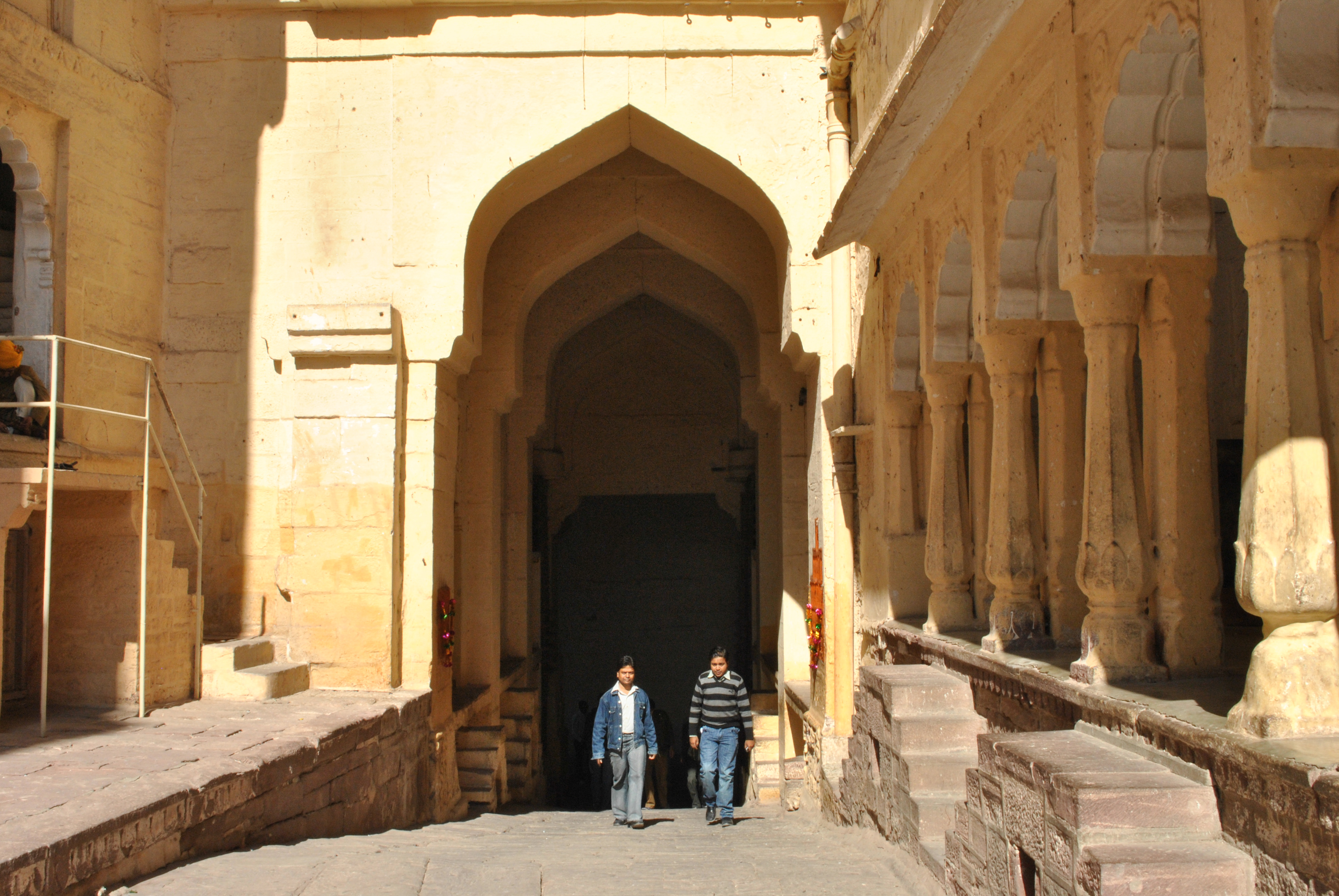
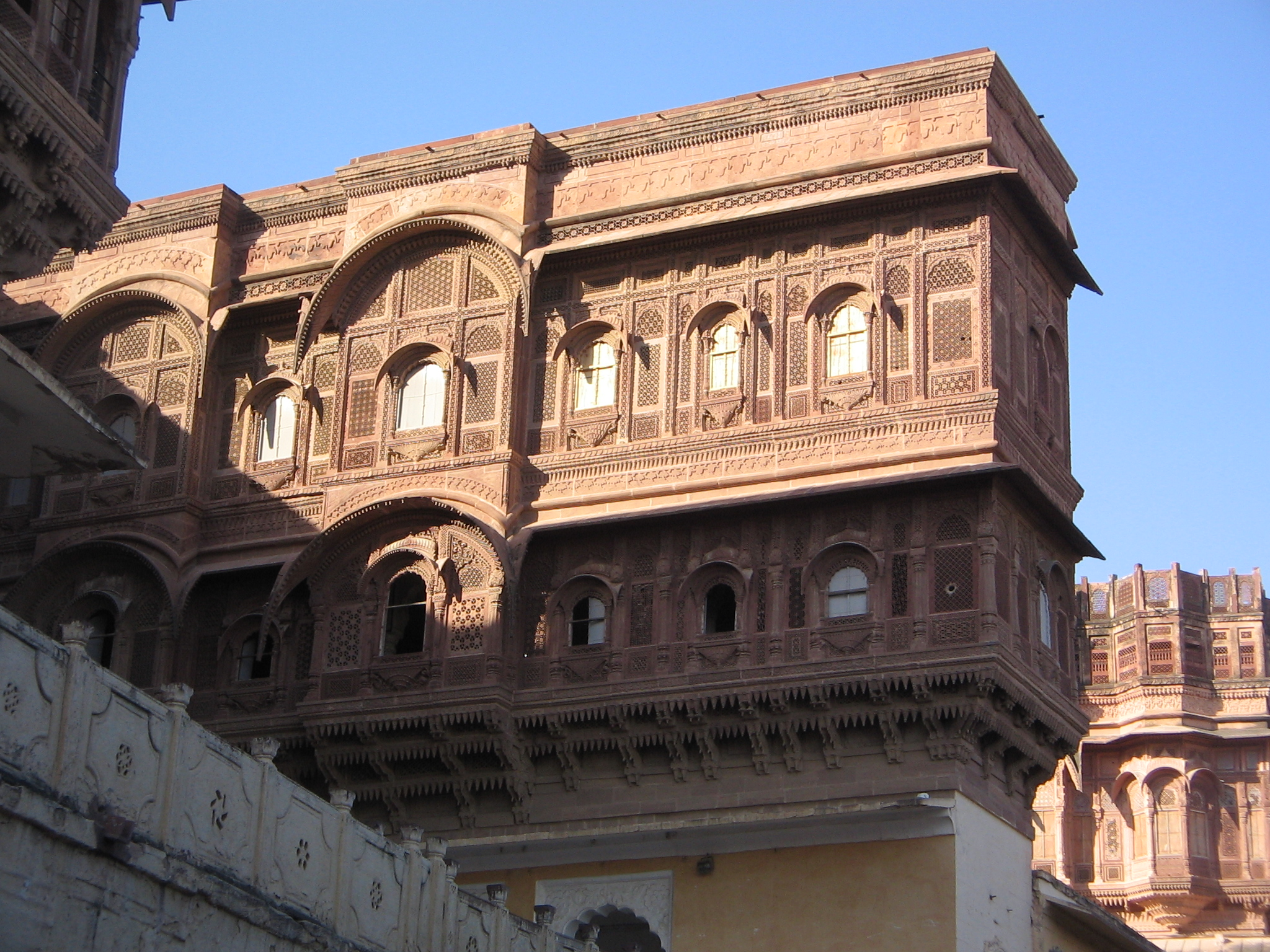

## Leituras futuras
- Crump, Vivien; Toh, Irene (1996). Rajasthan. London: Everyman Guides. p. 400. ISBN 1-85715-887-3
- Beny, Rolof; Matheson, Sylvia (1984). Rajasthan - Land of Kings. New York: The Vendome Press. p. 200 pages. ISBN 0-86565-046-2
- Tillotson, G.H.R (1987). The Rajput Palaces - The Development of an Architectural Style First ed. New Haven and London: Yale University Press. p. 224 pages. ISBN 0-300-03738-4
- SuryanagariJodhpur por Prem Bhandari
- Maharaja Umaid Singhji por Prem Bhandari
- Paintings from the royal collection of the Mehrangarh Museum Trust, Jodhpur British Museum